# Hypsoropha monilis
Hypsoropha monilis är en fjärilsart som beskrevs av Fabricius 1777. Hypsoropha monilis ingår i släktet Hypsoropha och familjen nattflyn. Inga underarter finns listade i Catalogue of Life.